# Кижаба
Кижаба (азерб. Kijəbə) — посёлок городского типа в Астаринском районе Азербайджана. Посёлок расположен в 12 км от железнодорожной станции Астара (на линии Сальяны — Астара).
Название села происходит от двух талышских слов "кижя" - птица, "ба" - дверь, что в переводе означает птичья дверь.
Статус посёлка городского типа с 1944 года.
По данным БСЭ в Кижабе размещались чайная фабрика и совхоз субтропических культур.

## Население
| 1970 | 1979 | 1989 | 1991 | 2009 | 2011 | 2013 | 2014 |
| ---- | ---- | ---- | ---- | ---- | ---- | ---- | ---- |
| 2142 | 2609 | 3252 | 3400 | 5600 | 5700 | 5900 | 6000 |